# Kudu (Architektur)

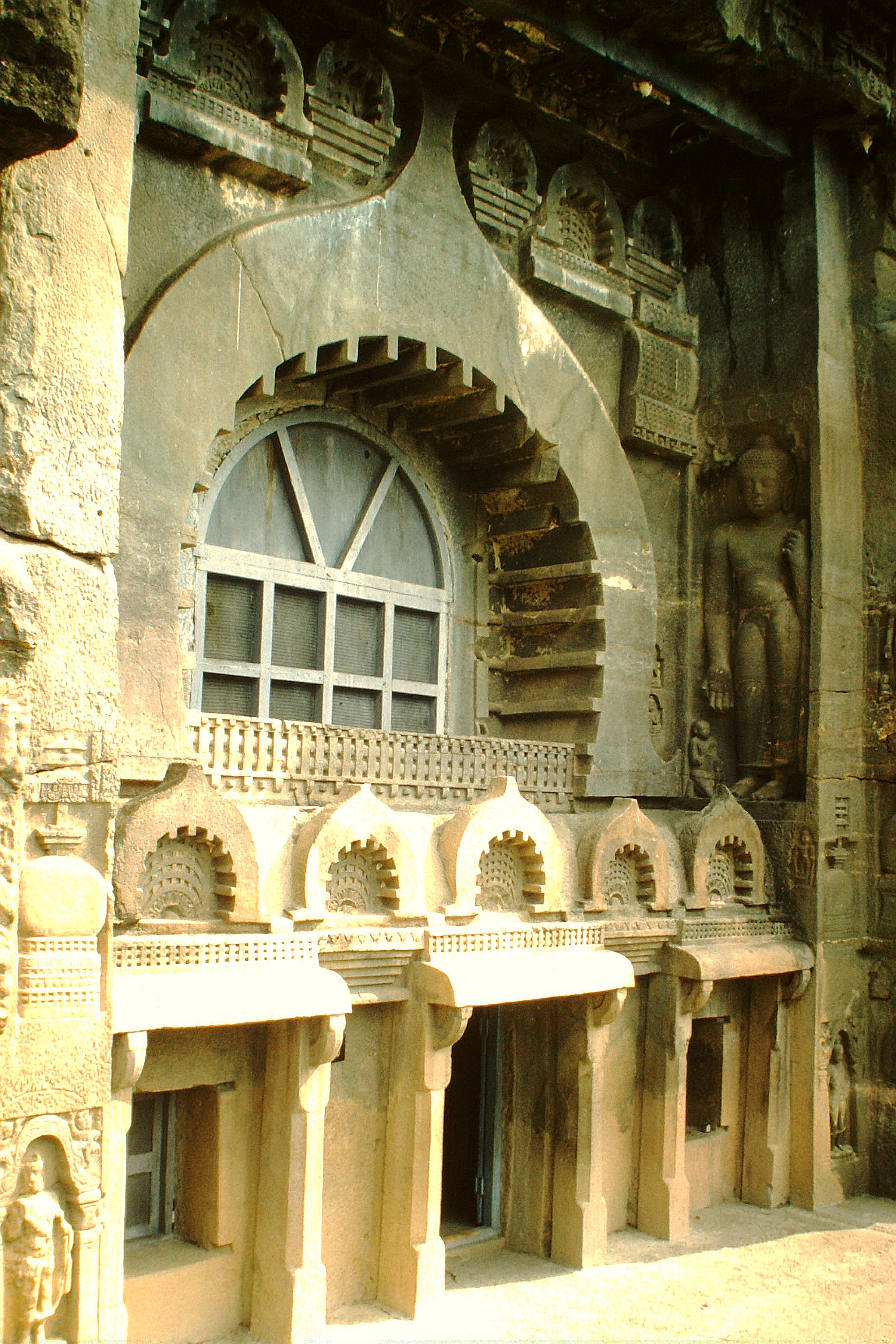
Kudu-Motive (z. T. mit perspektivisch verkürzten Gewölben) an der Fassade der Höhle 9 in Ajanta (5. Jh.)

In der indischen Architektur bezeichnet der Begriff Kudu ein zuerst an buddhistischen Höhlentempeln auftretendes hufeisenbogiges Fenster meist mit Kielbogenspitze, später dann auch ähnlich geformte Blendnischen oberhalb und seitlich des Eingangsportals. Kudu-Formen sind in ganz Indien verbreitet – am augenfälligsten sind sie jedoch an den Fassaden der Chaitya-Hallen im Norden Indiens (Ajanta, Ellora, Karli).

## Etymologie
Der Begriff kudu ist möglicherweise herzuleiten vom tamilischen Wort kutu („Vogelnest“, „Vogelkäfig“).

## Architektur
Die frühen kudus zeigen deutlich ihre Herkunft aus der Holzarchitektur, denn unterhalb des hufeisenförmig eingezogenen Bogens sind funktionslose (weil nichttragende) steinerne Sparrenenden zu sehen und die Blendfenster zeigen perspektivisch verkürzte Holzgewölbe. Interessant ist die Tatsache, dass die kudus regelmäßig von Kielbögen überhöht werden, die hier erstmals in der Weltarchitektur erscheinen, jedoch – anders als Rund- und Spitzbögen – statisch ohne tragende Bedeutung sind.

## Skulptur
Auch im Bereich der Bildhauerkunst wurden kudu-Formen bereits früh als Abbreviation für ein Gebäude verwandt, aus dessen kleinen Fenstern menschliche Köpfe hervorschauen. Aus den größeren kudu-Formen, die häufig bereits gereiht auftreten, leiten sich die kleineren chandrasalas ab, kleine hufeisenförmige Motive, die – neben- und übereinander gestellt – zu abstrakt-dekorativen Paneelen (udgamas) kombiniert werden und an nordindischen Tempeln an den Shikhara-Türmen oder als Bekrönungen von Wandnischen Verwendung finden.

## Bilder

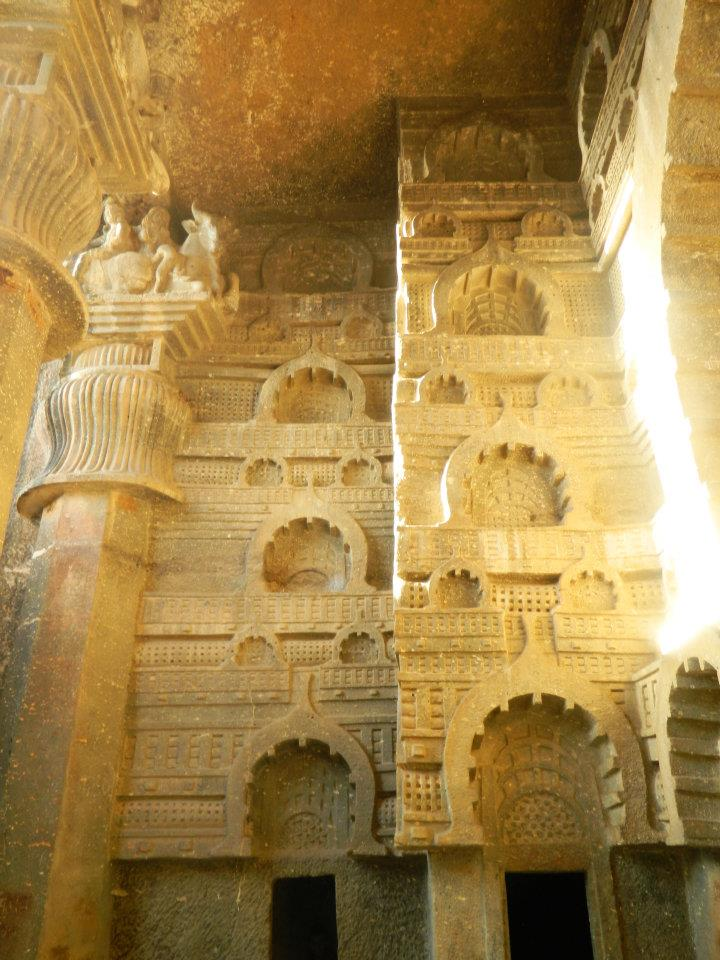
Kudu-Motive im Vorraum des Höhlentempels von Bedsa, Maharashtra (1. Jh. v. Chr.?)
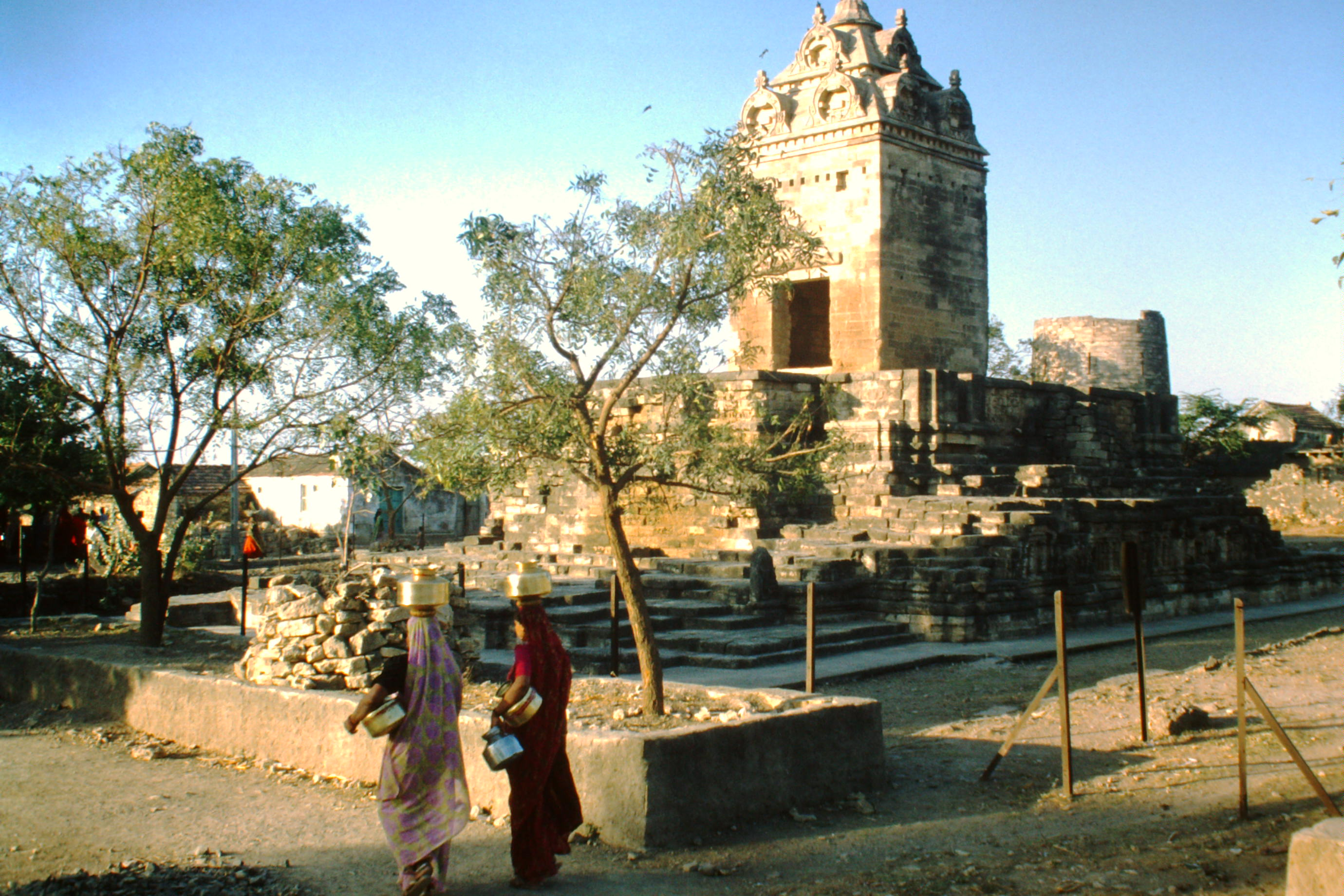
Kudu-Motive auf dem Dach des Gupta-Tempels von Gop, Gujarat (6. Jh.)
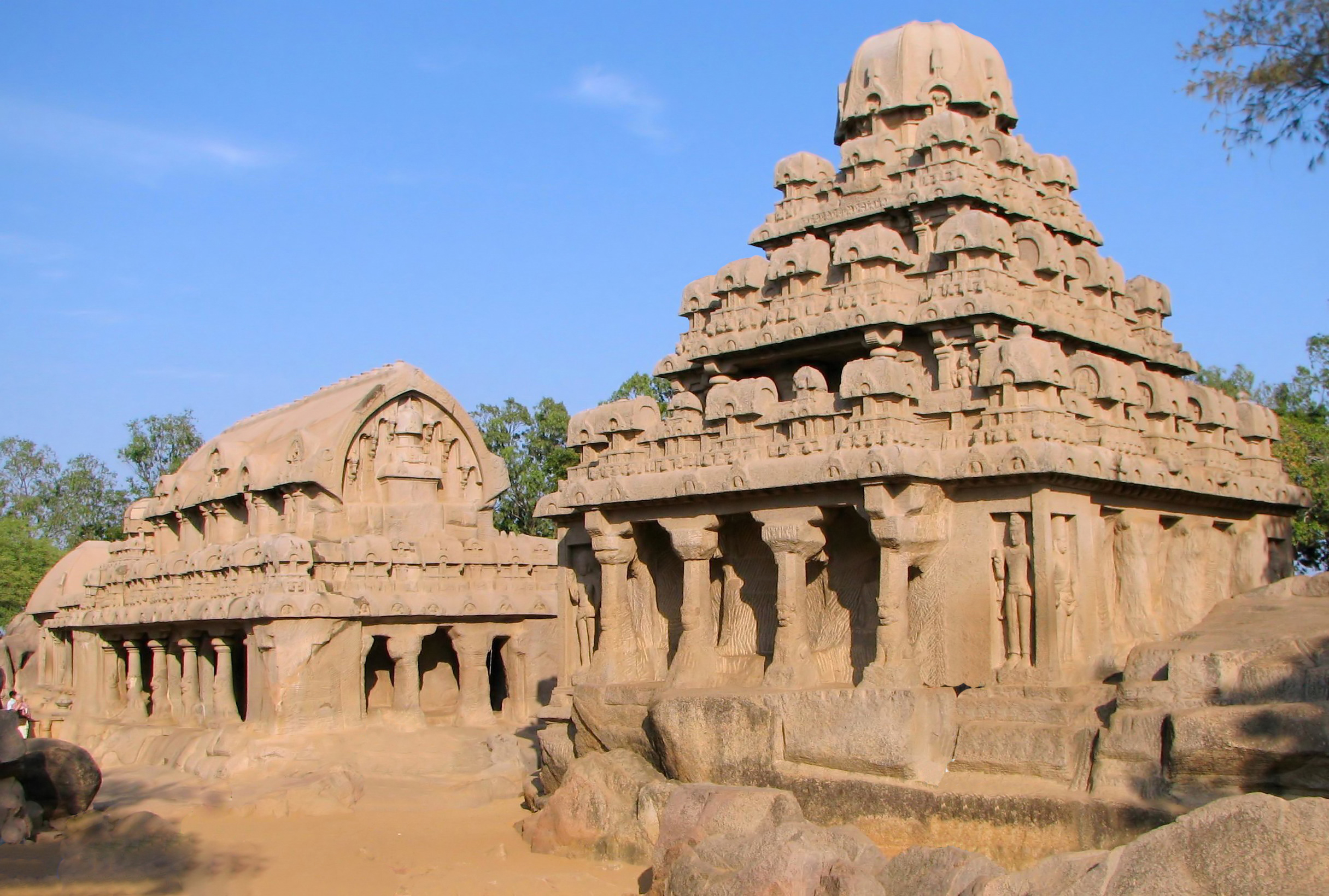
Kudu-Motive an den Rathas von Mamallapuram, Tamil Nadu (7. Jh.)
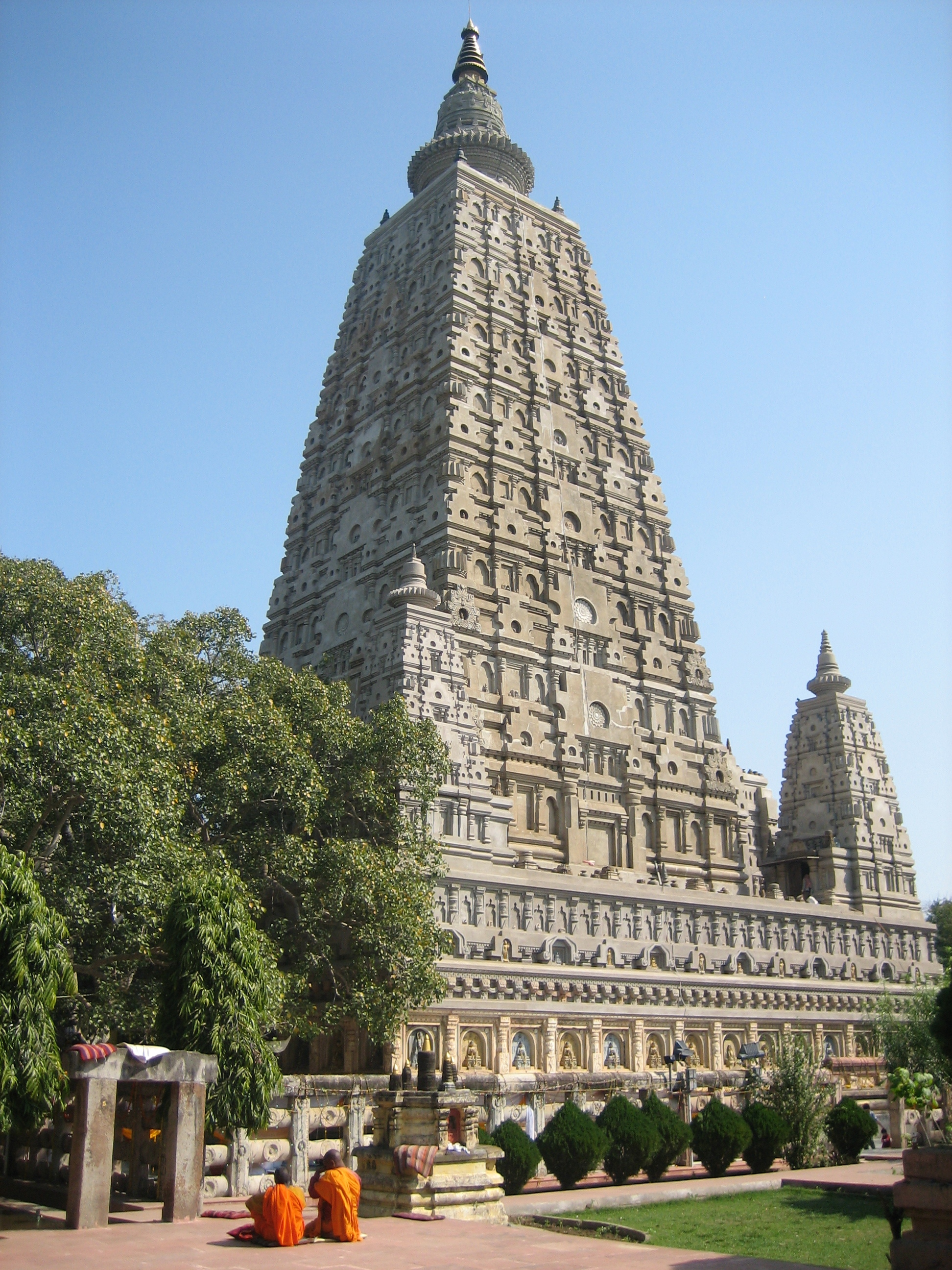
Kudu-Motive am Mahabodhi-Tempel in Bodhgaya, Bihar (19. Jh.)